# Das kleine Haus (Buch)
Das kleine Haus (englischer Originaltitel The Little House) ist ein Bilderbuch der US-amerikanischen Autorin und Illustratorin Virginia Lee Burton, das 1942 beim Verlag Houghton Mifflin veröffentlicht wurde. Die deutsche Erstausgabe in einer Übersetzung von Max Bolliger erschien 1973 beim Artemis Verlag.

## Inhalt
Das kleine Haus steht auf einem Hügel am Land inmitten von grünen Feldern und Apfelbäumen. Es genießt das Kommen und Gehen der Jahreszeiten und sieht den Kindern zu, wie sie im Sommer im Bach baden und im Winter Schlittschuh laufen. In der Nacht beobachtet es den ab- und zunehmenden Mond und die vielen Sterne am Himmel. In der Ferne sieht es die Lichter einer Großstadt und fragt sich, wie es sich wohl in einer Stadt lebt. Mit der Zeit werden rund um das kleine Haus Straßen und erste Häuser gebaut und die Stadt mit ihren Straßenbahnen, U-Bahnen und Wolkenkratzern rückt immer näher. Irgendwann ist das kleine Haus komplett umgeben von riesigen Gebäuden; es ist laut, die Luft ist stickig und es kann auch nicht mehr die Jahreszeiten oder die Sterne am Himmel beobachten. Das kleine Haus hätte gerne auf ein Leben in der Stadt verzichtet. Mit zerbrochenen Fensterscheiben steht es verlassen und unbeachtet da, bis es eines Tages von der Ur-Ur-Enkelin des Mannes, der das kleine Haus einst erbaut hat, entdeckt wird und mit Hilfe eines Lastwagens aufs Land verfrachtet wird. Wie früher steht es nun wieder auf einem Hügel, frisch renoviert und mit Bewohnern. Groß ist die Freude, wieder Frühling, Sommer, Herbst und Winter sowie Mond und Sterne beobachten zu können. Nie wieder wird das kleine Haus neugierig auf das Leben in der Stadt sein und es hofft, für immer auf dem Land bleiben zu können.

## Rezeption
Nicholas Tucker schreibt in seiner Rezension: „Virginia Lee Burton hatte ein besonderes Talent dafür, unbelebten Objekten eine Seele einzuhauchen […] Das Buch macht Kinder zu Zeugen des historischen Wandels, wenn unberührte Natur von Straßen und Schienen zerschnitten wird. Die einfache, aber bewegende Geschichte ist mit einem leuchtend bunten Aquarell pro Textseite bebildert und gibt viel Anlass zum Nachdenken darüber, wie wichtig es ist, gewachsene Natur- und Kulturlandschaften zu bewahren.“ Barbara Elleman schreibt im School Library Journal anlässlich des 60-Jahre-Jubiläums des Buchs: „Das kleine Haus von Virginia Lee Burton beginnt mit einem Versprechen, entwickelt sich zu einem herzergreifenden Drama und schließt mit einem erfreulichen Ergebnis ab. Eine einfache Geschichte. Eine einfache Botschaft. Das Buch, das junge und alte Leser berührt hat und aus vielen verschiedenen Gründen verehrt wurde, ist seit sechs Jahrzehnten im Druck. In der heutigen schnelllebigen Zeit, in der Bücher schnell vergriffen sind, ist diese Ausdauer wirklich bemerkenswert.“

## Auszeichnungen
Das kleine Haus wurde 1943 mit einer Caldecott Medaille ausgezeichnet.

## Referenzen
Das kleine Haus ist in dem literarischen Nachschlagewerk 1001 Kinder- und Jugendbücher – Lies uns, bevor Du erwachsen bist! für die Altersstufe 3+ Jahre enthalten.

## Ausgaben
- The Little House. Houghton Mifflin, USA 1942 (englisch).
- Das kleine Haus. Artemis, Zürich 1973.

## Adaptionen
1952 wurde The Little House von Walt Disney als animierter Kurzfilm unter der Regie von Wilfred Jackson und dem Schauspieler Sterling Holloway als Erzähler der Geschichte verfilmt.